# Caloptilia iorphna
Caloptilia iorphna là một loài bướm đêm thuộc họ Gracillariidae. Nó được tìm thấy ở Indonesia (Java).
Ấu trùng ăn Mucuna species. Chúng ăn lá nơi chúng làm tổ.